# Hans Traxler
Hans Johann Georg Traxler (né le 21 mai 1929 dans le district de Teplice, Tchécoslovaquie) est un peintre, dessinateur, illustrateur et auteur de livres pour enfants allemand.

## Biographie
Il naît en Bohême de parents autrichiens et grandit à Prameny. Après être arrivé à Ratisbonne, il vient à Francfort-sur-le-Main en 1951 pour étudier au Städel où il rencontre Hans A. Nikel (de).
Celui-ci fonde le magazine satirique pardon en 1962. Traxler y écrit des articles. L'année suivante, il publie sous le pseudonyme de Georg Ossegg un pastiche de Hansel et Gretel, Die Wahrheit über Hänsel und Gretel ("La vérité sur Hansel et Gretel") et est accusé d'escroquerie.
En 1979, il fait partie des cofondateurs du magazine satirique Titanic et de la Nouvelle école de Francfort. Dans un article de Peter Knorr qu'illustre, il caricature Helmut Kohl et lui donnera son surnom de « poire ». Il publie aussi dans Die Zeit, Frankfurter Allgemeine Zeitung, Süddeutsche Zeitung...

## Œuvre

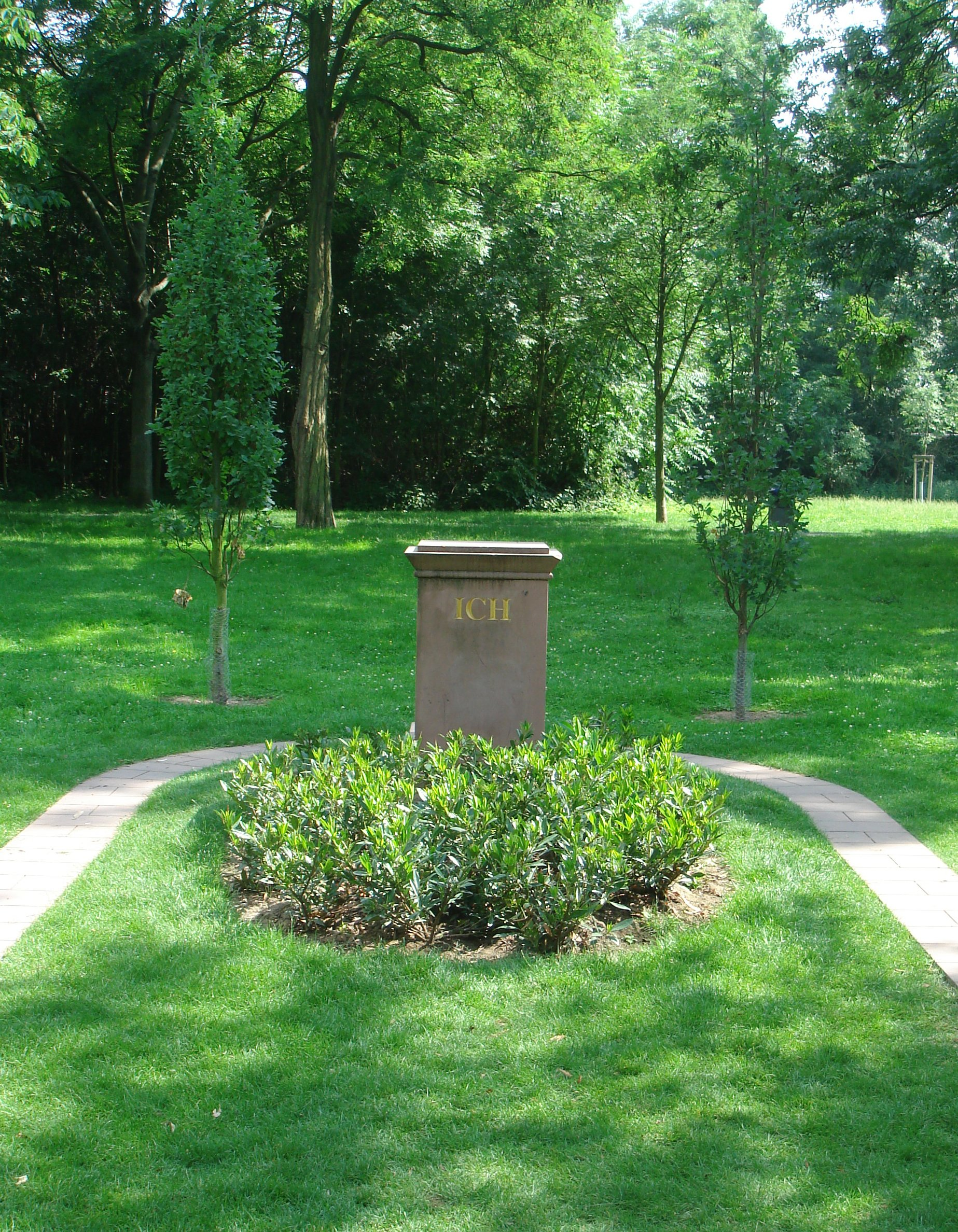
Ich Denkmal à Francfort-sur-le-Main

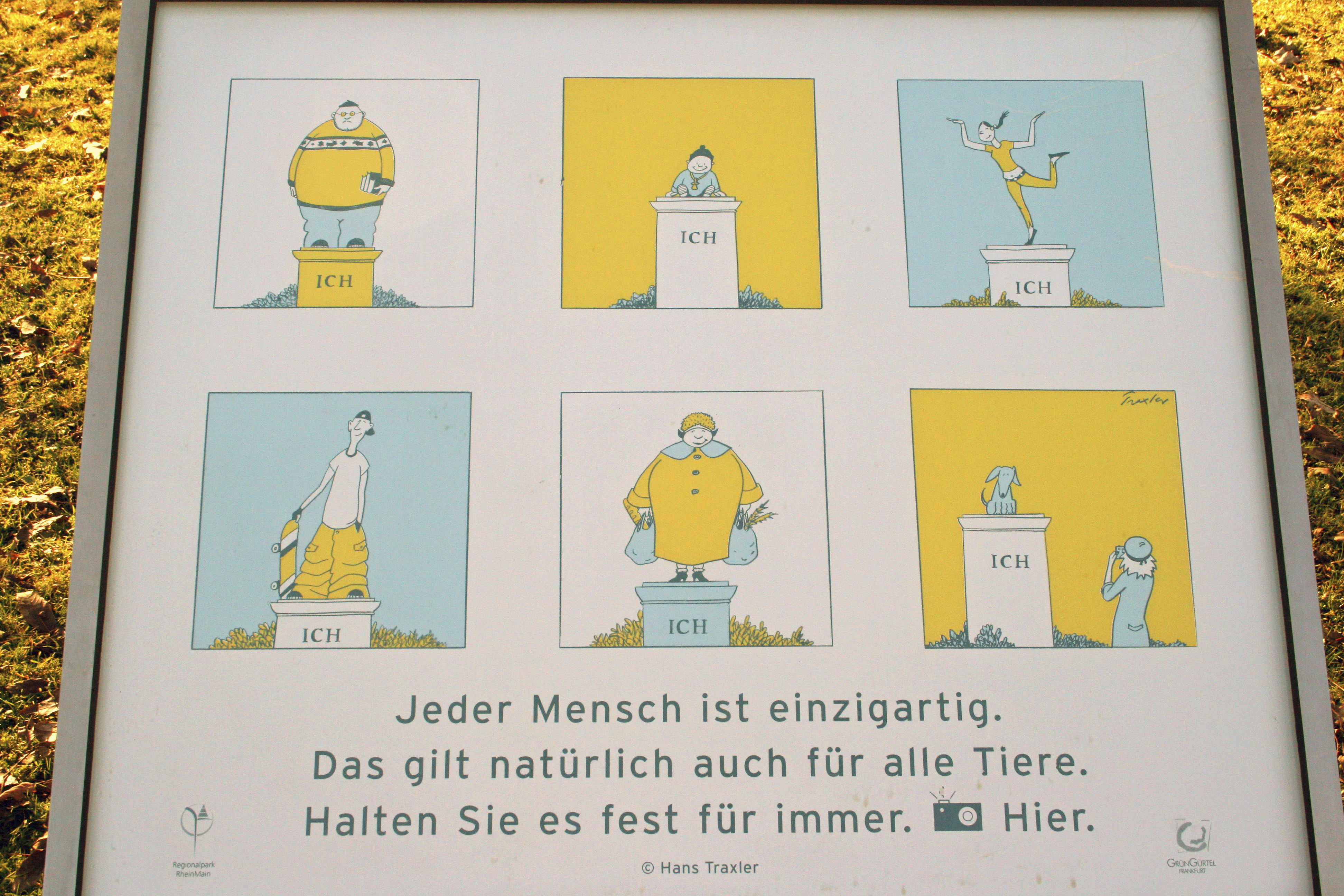
Illustration du principe du Ich Denkmal par Hans Traxler

- Die Wahrheit über Hänsel und Gretel. Bärmeier und Nikel, Frankfurt a.M. 1963
- Die Reise nach Jerusalem und acht weitere Bildergeschichten : in memoriam Paul VI. Zweitausendeins, Frankfurt a.M. 1978
- Fünf Hunde erben eine Million. Deutscher Bücherbund, Stuttgart 1979
- Es war einmal ein Mann. Insel Verlag, Frankfurt a.M. 1979,  (ISBN 3-458-32154-3)
- Leute von gestern. Diogenes Verlag, Zürich 1981,  (ISBN 3-257-00304-8)
- Birne. Das Buch zum Kanzler. Eine Fibel für das junge Gemüse und die sauberen Früchtchen in diesem unserem Lande. Zweitausendeins, Frankfurt a.M. 1983 (gemeinsam mit Peter Knorr)
- Es war einmal ein Schwein. Insel Verlag, Frankfurt a.M. 1984,  (ISBN 3-458-32480-1)
- Der mächtige Max. Diogenes Verlag, Zürich 1984,  (ISBN 3-257-00645-4) (avec Peter Knorr)
- Freud in der Krise. Diogenes Verlag, Zürich 1988,  (ISBN 3-257-21687-4)
- Ode an Hemingway. Diogenes Verlag, Zürich 1989,  (ISBN 3-257-21713-7)
- Der große Gorbi. Diogenes Verlag, Zürich 1990,  (ISBN 3-257-02032-5)
- Der Mann, das Schwein und das ABC. Insel Verlag, Frankfurt a.M. 1991,  (ISBN 3-458-16213-5)
- Aus dem Leben der Gummibärchen. Diogenes Verlag, Zürich 1992,  (ISBN 3-257-02039-2)
- Wie Adam zählen lernte. Diogenes Verlag, Zürich 1993,  (ISBN 3-257-00799-X)
- Die Wiederkehr der Gummibärchen. Diogenes Verlag, Zürich 1994,  (ISBN 3-257-02048-1)
- Trio: Bildergeschichten. Haffmans Verlag, Zürich 1994,  (ISBN 3-251-00266-X)
- Wenn Kühe Propeller hätten. Diogenes Verlag, Zürich 1995,  (ISBN 3-257-00823-6)
- Finster wars, der Mond schien helle. Carl Hanser Verlag, München 1996,  (ISBN 3-446-18694-8) (avec Nelly Singer)
- Paula, die Leuchtgans. Diogenes Verlag, Zürich 1998,  (ISBN 3-257-00847-3)
- Alles von mir! Zweitausendeins, Frankfurt a.M. 1999
- Das fromme Krokodil. Zweitausendeins, Frankfurt a.M. 2001,  (ISBN 3-86150-387-5)
- Das Schutzengelbuch. Sanssouci Verlag, München 2002,  (ISBN 3-7254-1254-5)
- Komm, Emil, wir gehn heim! Carl Hanser Verlag, München 2004,  (ISBN 3-446-20434-2)
- Bildergedichte. Sanssouci Verlag, München 2004,  (ISBN 3-7254-1326-6)
- Das Teufelsbuch. Sanssouci Verlag, München 2004,  (ISBN 3-7254-1304-5)
- Das ABC der Tiere. Insel Verlag, Frankfurt a.M. 2005,  (ISBN 3-458-34817-4)
- Stadelmanns Geheimnis. Goethe-Museum, Francfort-sur-le-Main 2006,  (ISBN 978-3-9811109-0-6)
- Die Wahrheit über Hänsel und Gretel. Die Dokumentation des Märchens der Brüder Grimm. Photographies de Peter Tresckow et Wilkin H. Spitta. Reclam-Verlag, Stuttgart 2007,  (ISBN 978-3-15-018495-0)
- Meine Klassiker. Bildergedichte. Reclam-Verlag, Stuttgart 2008,  (ISBN 978-3-15-018547-6)
- Franz - Der Junge, der ein Murmeltier sein wollte. Carl Hanser Verlag, München 2009,  (ISBN 978-3-446-23328-7)
- Cartoons. Reclam-Verlag, Stuttgart 2009,  (ISBN 978-3-15-010710-2)
- Ich, Gott und die Welt. Neue Bildergedichte. Reclam Verlag, Stuttgart 2010,  (ISBN 978-3-15-010785-0)

### Éditions en français
- Voyage au bout de l'éponge, traduction de Es war einmal ein Mann par Patrick Jusserand, Collection Folio benjamin, Gallimard, 1980.
- Cinq chiens gagnent un million, traduction de Fünf Hunde erben eine Million par Dominique Ebnother, Collection Folio benjamin, Gallimard, 1982.
- Le garçon qui voulait être une marmotte, traduction de Franz, der Junge, der ein Murmeltier sein wollte par Genia Català, La Joie de lire, 2009.